# 2619 Скалнате Плесо
2619 Скалнате Плесо (2619 Skalnaté Pleso) — астероїд головного поясу, відкритий 25 червня 1979 року.
Тіссеранів параметр щодо Юпітера — 3,247.